# برگا (زاکسونی)-آنهالت
برگا (زاکسونی)-آنهالت (به آلمانی: Berga) یک شهر در آلمان است که در مانسفلد-زودهارتس واقع شده‌است. برگا ۱٬۷۴۵ نفر جمعیت دارد و ۱۵۹ متر بالاتر از سطح دریا واقع شده‌است.